# Unterzentrum
Unterzentrum und Grundzentrum sind Begriffe der Raumordnung und Wirtschaftsgeographie. Sie bezeichnen in Deutschland einen zentralen Ort der unteren Stufe nach dem System der zentralen Orte, das im Wesentlichen auf den deutschen Geografen Walter Christaller (1893–1969) zurückgeht. Demnach bestimmt die Bedeutung eines Ortes weniger seine Einwohnerzahl als seine Infrastruktur im Vergleich zur näheren Umgebung. Sie wird in die dreistufige Skala Oberzentrum – Mittelzentrum – Unterzentrum/Grundzentrum eingeordnet. In einigen Bundesländern gibt es das Grundzentrum mit Teilfunktionen eines Mittelzentrums. Als Kleinzentrum werden in einigen Bundesländern Orte bezeichnet, die nur teilweise die Kriterien eines Grundzentrums erfüllen.
Als Mindestgröße für die Ausweisung eines Unterzentrums wird als Richtwert eine bestimmte Einwohnerzahl (Summe von Ort und Umland) angesetzt. Dieser Wert variiert zwischen den Bundesländern, in Brandenburg liegt er bei 7.000 Einwohnern. Dieser Richtwert kann in Einzelfällen (z. B. im dünn besiedelten, ländlichen Raum) auch unterschritten werden. Zu dieser Kennzahl kommen noch weitere Kriterien wie Ausstattung, Erreichbarkeit, Tragfähigkeit des zentralen Orts und ein eindeutig zuzurechnender Einzugsbereich. Kleinstädte sind oft Grundzentren.
Ein Unterzentrum dient der Grundversorgung der Einwohner aus dem Umland. Es sollte eine Vielfalt an zentralen Einrichtungen des Grundbedarfs aufweisen, zum Beispiel:
- Bücherei, Grundschule, weiterführende Schule der Sekundarstufe I, Angebote der Erwachsenenbildung
- Kinderbetreuungsmöglichkeiten
- Sportanlagen, Sporthalle, Vereine, Jugendfreizeiteinrichtungen
- Apotheke, Arzt- und Zahnarztpraxen
- (sozialversicherungspflichtige) Arbeitsplätze
- Gemeinde- oder Amtsverwaltung
- Finanzdienstleistungen (Bank, Versicherung)
- Post
- Friedhof
- Feuerwehr, Polizeiinspektion
- Altersheim, ambulanter Pflegedienst
- Gaststätten
- Anschluss an das Bundes- oder Landesstraßennetz; ÖPNV, zum Beispiel Bahnhof; ÖPNV-Anschluss an nächstgelegenes Mittel-/Oberzentrum
- Handwerks- und Dienstleistungseinrichtungen des Grundbedarfs, zum Beispiel Schreiner, Friseur
- Einzelhandel mit Waren des täglichen Bedarfs, zum Beispiel Supermarkt, Tankstelle, Metzgerei. Als Waren des täglichen Bedarfs werden dabei Nahrungs- und Genussmittel, Getränke, Tabakwaren, Wasch-, Putz- und Reinigungsmittel, Haushaltspapier-, Parfümerie-, Drogerie- und Pharmaziewaren, Zeitungen, Zeitschriften, Schnittblumen, Heimtierfutter sowie Schul- und Büroartikel genannt.[5]

Aperiodische, über den täglichen Bedarf hinausgehende, Waren und Dienstleistungen stehen im nächsten Mittelzentrum zur Verfügung, z. B. ein Krankenhaus; besondere Angebote für den spezifischen Bedarf sind dagegen im nächsten Oberzentrum erreichbar, z. B. eine Universitätsklinik. Nach dieser theoretischen Struktur sind Wegstrecken in das nächstgelegene Unterzentrum der Wahrscheinlichkeit nach kürzer als die Entfernung zum nächsten Oberzentrum. Anders betrachtet ist der Umkreis eines Unterzentrums wesentlich kleiner als das Einzugsgebiet eines Oberzentrums.
Die Begriffe Unter-, Grund- und Kleinzentrum können mit abweichenden Definitionen Verwendung finden. So verwenden die Bundesländer für ihre Raumordnung keine einheitliche Terminologie.
Im Landesraumentwicklungsprogramm des Landes Mecklenburg-Vorpommern etwa werden die Anforderungen an ein Grundzentrum wie folgt definiert:
- Nahbereichsversorgung: Grundzentren versorgen die Bevölkerung ihres Nahbereichs mit Leistungen des qualifizierten Grundbedarfs.
- Überörtlich bedeutsame Wirtschaftsstandorte: Die Grundzentren sollen als überörtlich bedeutsame Wirtschaftsstandorte gestärkt werden und Arbeitsplätze für die Bevölkerung ihres Nahbereichs bereitstellen.
- Aufgabe der Regionalplanung: Grundzentren und deren Nahbereiche sind in den regionalen Raumordnungsprogrammen festzulegen.[6]